# Blake Bortles
Blake Bortles (geboren am 28. April 1992 in Altamonte Springs, Florida) ist ein ehemaliger US-amerikanischer American-Football-Spieler auf der Position des Quarterbacks. Er wurde im NFL Draft 2014 an dritter Stelle ausgewählt und spielte zuvor College Football an der University of Central Florida (UCF). Er spielte von 2014 bis 2018 für die Jacksonville Jaguars in der National Football League und stand anschließend bei den Los Angeles Rams unter Vertrag. Nach einem Zwischenspiel als Backup bei den Denver Broncos wurde er erneut von den Rams unter Vertrag genommen. In der Saison 2021 stand er bei den Green Bay Packers unter Vertrag. Zuletzt stand er bei den New Orleans Saints unter Vertrag.

## Highschool und College
Bortles besuchte die Oviedo High School und spielte dort Football sowie Baseball. Als Senior passte er für 2.211 Yards und 27 Touchdowns bei sieben Interceptions.
Bortles entschied sich für das Angebot der University of Central Florida und setzte die Saison 2010 zunächst aus. In den nächsten drei Jahren kam er in 37 Spielen auf 7.598 Yards Raumgewinn, 56 Touchdowns und 19 Interceptions. Seine Bilanz als Starting-Quarterback lautete 22-5.
Am 5. Januar 2014 ließ Bortles verlauten, dass er auf seine Senior-Saison am College verzichtet, um am NFL Draft 2014 teilzunehmen.

## NFL
Im NFL Draft 2014 wurde Bortles an dritter Stelle und als erster Quarterback von den Jacksonville Jaguars ausgewählt. Am 18. Juni unterschrieb er seinen Rookie-Vertrag über vier Jahre und 20,6 Millionen US-Dollar.
Am 21. September 2014 wurde er bei der Niederlage gegen die Indianapolis Colts für Chad Henne eingewechselt und nach dem Spiel von Head Coach Gus Bradley zum Starting-Quarterback erklärt. Er startete in den weiteren 13 Spielen und kam zum Ende seiner Rookie-Saison auf 2.908 Yards Raumgewinn, 11 Touchdowns und 17 Interceptions.
2015 schaffte Bortles den Durchbruch, als er Franchise-Rekorde für Yards im Passspiel (4.428), Touchdownpässe (35), vervollständigte Pässe (355) und Passversuche (606) aufstellte. Zudem gelang ihm in den ersten 15 Spielen der Saison jeweils mindestens ein Touchdownpass, was ebenfalls einen Jaguars-Rekord darstellt. Nur Tom Brady warf in dieser Saison mehr Touchdownpässe (36).
Im Februar 2018 wurde Bortles Vertrag um drei Jahre verlängert, in denen er 54 Millionen Dollar verdienen würde. Nach dem zwölften Spieltag wurde Bortles jedoch nach schlechten Leistungen vom Starter zum Backup degradiert. Am finalen Spieltag der Saison 2018 erhielt er jedoch den Starterjob zurück. Am 13. März 2019 wurde er von den Jaguars entlassen, nachdem diese die Verpflichtung von Nick Foles bekannt gegeben hatten.
Am 18. März 2019 unterschrieb Bortles einen Einjahresvertrag bei den Los Angeles Rams, wo er als Backup für Jared Goff diente.
Vor dem 3. Spieltag der Saison 2020 einigte sich Bortles auf einen Einjahresvertrag mit den Denver Broncos, nachdem sich deren Starting Quarterback Drew Lock verletzt hatte. Nachdem sich Jared Goff in Woche 16 verletzte, holten die Los Angeles Rams Bortles als Backup zurück und er wurde der Backup von John Wolford, der Goff vertrat.
Am 13. Mai 2021 nahmen die Green Bay Packers Bortles unter Vertrag. Ende Juli 2021 wurde er bereits wieder entlassen. Vor dem 9. Spieltag verpflichteten die Packers Bortles für ihren Practice Squad erneut, da sie aufgrund der COVID-19-bedingten Ausfälle von Starter Aaron Rodgers und Practice-Squad-Quarterback Kurt Benkert einen Backup für Jordan Love benötigten. Er stand beim Spiel gegen die Kansas City Chiefs im aktiven Kader. Nach der Rückkehr von Rodgers und Benkert wurde Bortles am 15. November entlassen. Am 24. Dezember 2021 nahmen die New Orleans Saints Bortles als Backup für Ian Book unter Vertrag, da Taysom Hill und Trevor Siemian wegen positiver COVID-19-Tests ausfielen. Er verlängerte seinen Vertrag zunächst für die Saison 2022, bat aber infolge der Verpflichtung von Andy Dalton als neuem Ersatzquarterback für Jameis Winston im April 2022 um eine Vertragsauflösung und wurde daraufhin entlassen.
Im Oktober 2022 gab er öffentlich seinen Rücktritt vom Profisport bekannt.